# Vidöåsen
Vidöåsen est une localité de Suède dans la commune de Hammarö située dans le comté de Värmland.
Sa population était de 285 habitants en 2019.